# Курорт-Дарасунское городское поселение
Городско́е поселе́ние «Курорт-Дарасунское» — муниципальное образование в Карымском районе Забайкальского края Российской Федерации.
Административный центр — пгт Курорт-Дарасун.

## История
Статус и границы городского поселения установлены Законом Читинской области от 19 мая 2004 года «Об установлении границ, наименований вновь образованных муниципальных образований и наделении их статусом сельского, городского поселения в Читинской области».

## Население
| 2009  | 2010  | 2011  | 2012  | 2013  | 2014  | 2015  |
| ----- | ----- | ----- | ----- | ----- | ----- | ----- |
| 3170  | ↗3190 | ↘3181 | ↘3175 | ↘3099 | ↘3092 | ↘3054 |
| 2016  | 2017  | 2018  | 2019  | 2020  | 2021  |       |
| ↘3011 | ↘2953 | ↘2901 | ↘2820 | ↘2795 | ↘2662 |       |

## Состав городского поселения
| № | Населённый пункт | Тип населённого пункта      | Население |
| - | ---------------- | --------------------------- | --------- |
| 1 | Каланга          | село                        | ↘40       |
| 2 | Курорт-Дарасун   | пгт, административный центр | ↘2622     |